# Брез
Брез (фр. Braize) — коммуна во Франции, находится в регионе Овернь. Департамент коммуны — Алье. Входит в состав кантона Серийи. Округ коммуны — Монлюсон.
Код INSEE коммуны — 03037.

## Население
Население коммуны на 2008 год составляло 286 человек.
| 1962 | 1968 | 1975 | 1982 | 1990 | 1999 | 2008 |
| ---- | ---- | ---- | ---- | ---- | ---- | ---- |
| 310  | 326  | 307  | 275  | 254  | 257  | 286  |

## Экономика
В 1930-х годах в Брезе было полтора десятка виноградников площадью от 30 до 40 га. В настоящее время (2000-е годы) существует около полутора десятков хозяйств занимающихся, в первую очередь, разведением крупного рогатого скота и овец. Туристическая отрасль включает в себя рыбалку и кемпинги.
В 2007 году среди 183 человек в трудоспособном возрасте (15—64 лет) 124 были экономически активными, 59 — неактивными (показатель активности — 67,8 %, в 1999 году было 72,3 %). Из 124 активных работали 111 человек (62 мужчины и 49 женщин), безработных было 13 (7 мужчин и 6 женщин). Среди 59 неактивных 9 человек были учениками или студентами, 22 — пенсионерами, 28 были неактивными по другим причинам.

## Достопримечательности
- Камень Па-де-ла-Мюл
- Церковь Сент-Антуан (XII век). Исторический памятник с 17 мая 1933 года.
- Крест Петуйон
- Замок Ла-Пакодьер. Восстановлен в 2000-х годах.

## Фотогалерея

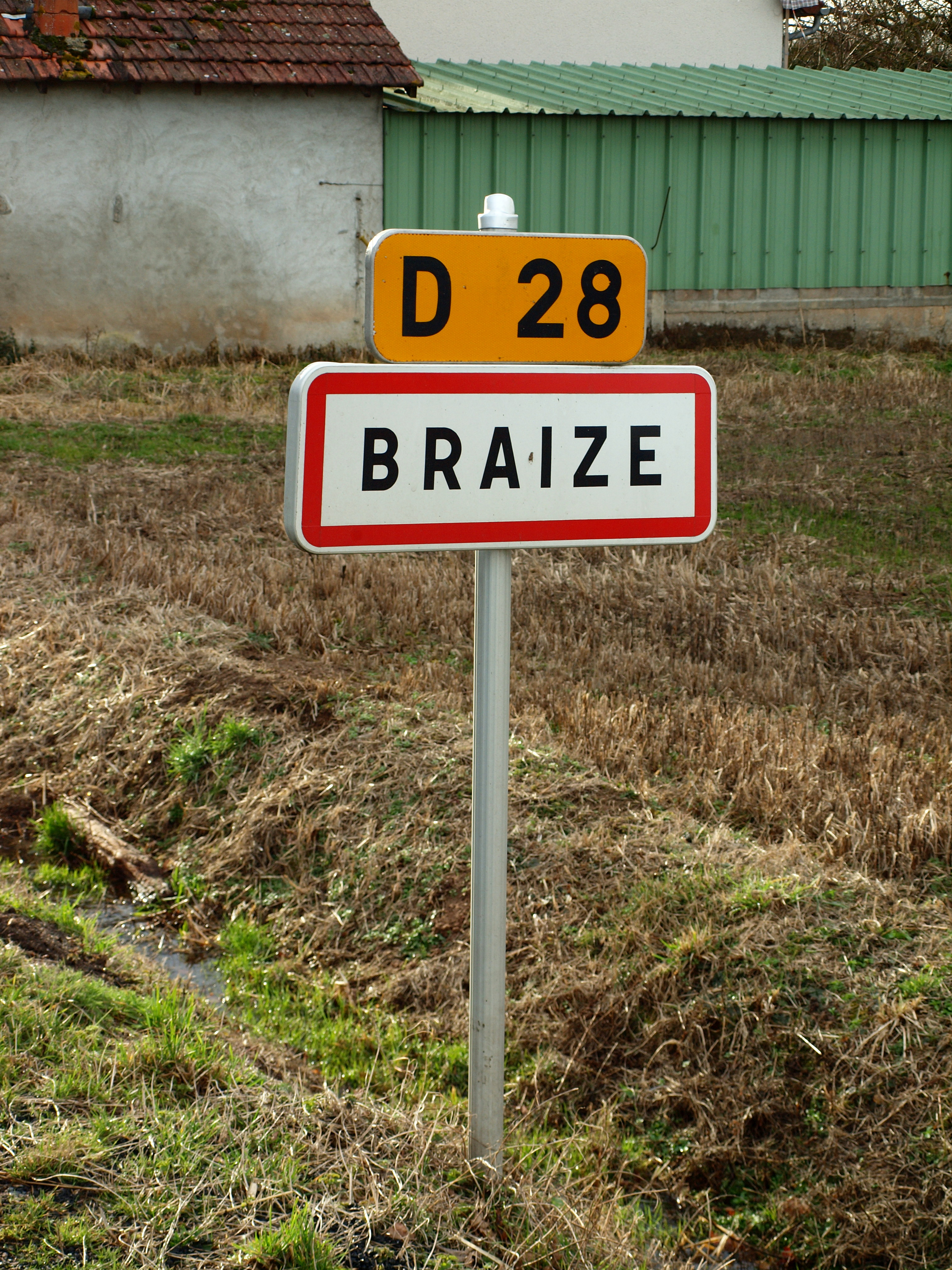
Табличка на въезде
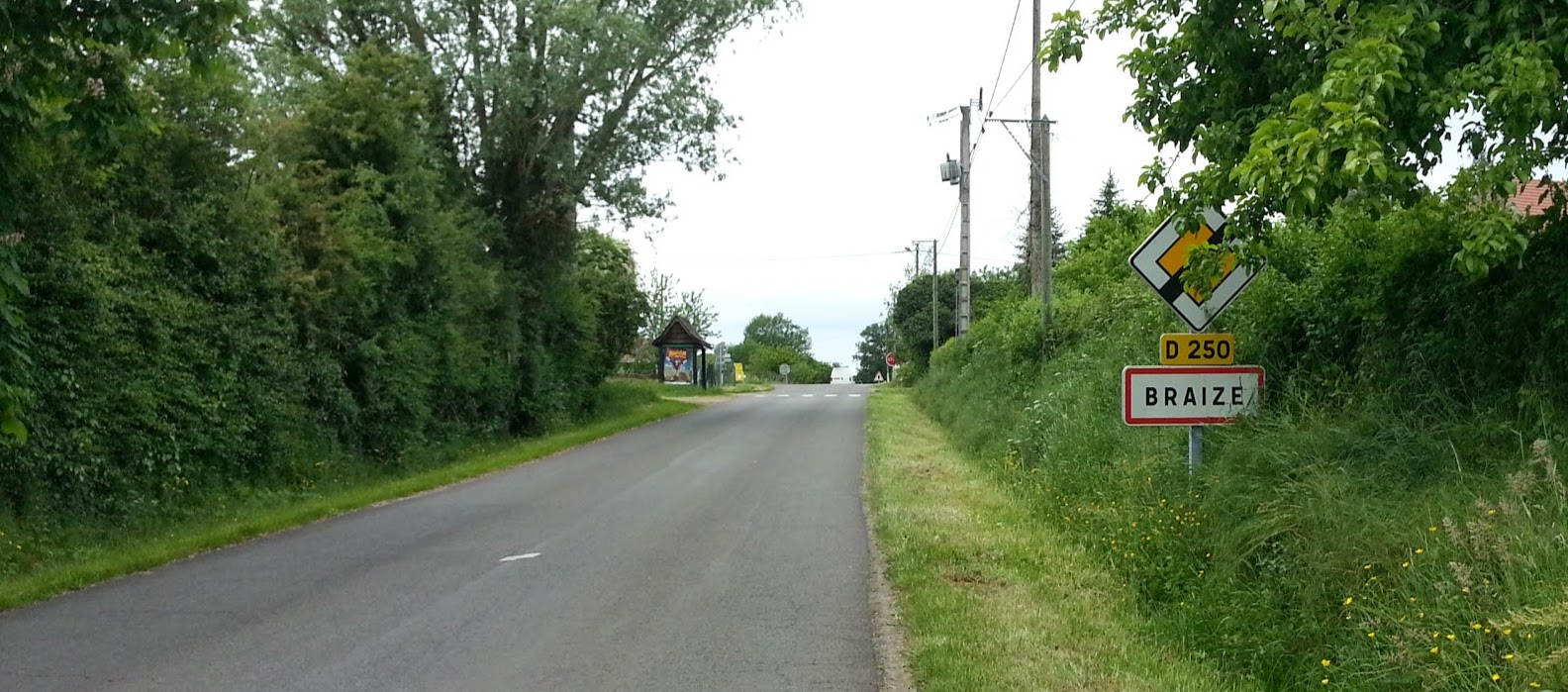
Въезд в Брез
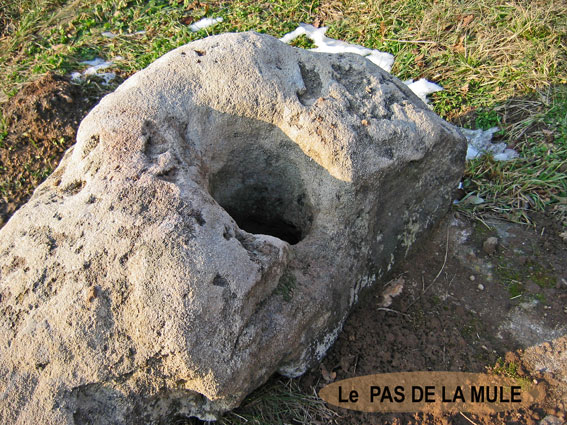
Камень Па-де-ла-Мюл
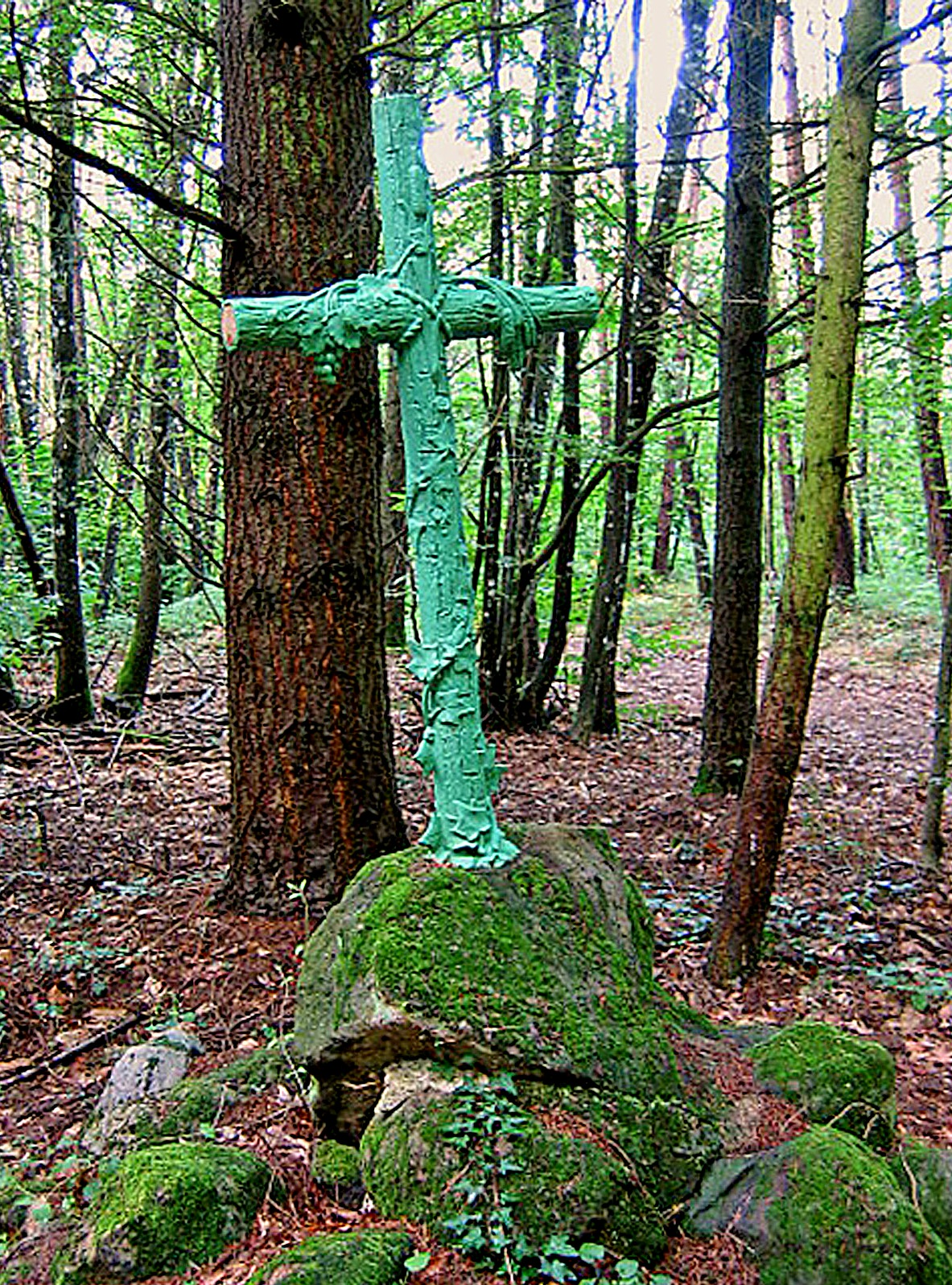
Крест Петуйон